# Площадь Чингисхана (Хайлар)
Площадь Чингисхана (кит. упр. 成吉思汗广场, пиньинь Chéngjísīhán Guǎngchǎng, палл. Чэнцзисыхань Гуанчан) находится в городе Хайларе на севере Китая. Площадь названа в честь монгольского полководца Чингисхана и на сегодняшний день является самой большой площадью на территории Хулун-Буира и Хайлара. Площадь занимает около 255 000 м² и включает историко-культурный комплекс, фонтан, детские и спортивные площадки.
Площадь Чингисхана была построена в 2002 году и охватывала 60 000 м². В разное время здесь проводились мероприятия, митинги, развлечения. Центральная скульптура Чингисхана на площади (общей высотой 22 метра), проект Академии изящных искусств Лу Синя, была установлена в июле 2005 года.
Экологический ботанический сад Тяньцзяо расположен на южной стороне площади Чингисхана, проход к которому возможен по мосту. Площадь сада составляет 195 000 м², из которых площадь акватории 39 000 м². В Тяньцзяо посетителям демонстрируют местную лесную растительность.
На площади имеется светомузыкальный фонтан диаметром 30 метров, самый большой фонтан в Хулун-Буире. Летними ночами фонтан посещают десятки тысяч туристов.